# اتفاقية سميثسونيان
اتفاقية سميثسونيان Smithsonian Agreement هي اتفاقية تم التوصل إليها في ديسمبر 1971 لتعديل أسعار الصرف الثابتة التي أرسيت في مؤتمر برتون وودز عام 1944. العملات الأخرى ظلت مربوطة بالدولار حتى مارس 1973.

## خلفية
```
مؤتمر برتون وود في 1944 أرسى نظام عالمي 
لأسعار الصرف الثابتة
 مبني على 
معيار التبديل بالذهب
، والذي كانت العملات فيه مربوطة 
بـالدولار الأمريكي
، الذي كان بدوره قابل للتحويل إلى ذهب بسعر 35 دولار/أوقية.
```

ميزان المدفوعات السالب، والدين العام المتزايد بسبب حرب فيتنام وبرامج المجتمع العظيم، والتضخم النقدي من الاحتياط الفدرالي تسببوا معاً في جعل الدولار مبالـَغ في قيمته في عقد 1960. نزيف الاحتياط الذهبي الأمريكي بلغ أوجه بإنهيار مجمع لندن للذهب في مارس 1968.
ففي 15 أغسطس 1971، قام الرئيس ريتشارد نيكسون، من جانب واحد قابلية تحويل الدولار الأمريكي إلى ذهب. وقد طرحت الولايات المتحدة، عمداً، هذا التعليق للتحويل في 1944؛ وقد وضعته حيز التنفيذ وزارة الخزانة الأمريكية. وقد جعل التعليق من الدولار، فعلياً، نقد إلزامي.
وبعد ذلك دخلت إدارة الرئيس نيكسون في مفاوضات مع حلفائها الصناعيين لاعادة تقييم أسعار الصرف إثر ذلك التطور.
اللقاء في ديسمبر 1971 في مؤسسة سميثسونيان في واشنطن العاصمة، لـمجموعة العشرة أسفر عن توقيع اتفاقية سميثسونيان. وقد تعهدت الولايات المتحدة بربط الدولار بسعر الصرف 38 دولار/الأوقية (بدلاً من 35 دولار/للأوقية؛ أي أن الدولار فقد 7,9 % من قيمته) في نظاق تداول قدره 2.25%، ووافقت البلدان الأخرى على التالي رفع قيم عملاتهم مقابل الدولار الأمريكي: الين + 16,9 %; المارك الألماني + 13,6 %، الفرنك الفرنسي + 8,6 %, الجنيه الاسترليني نفس المعدل، الليرة الإيطالية + 7,5 %.
كما خططت المجموعة لموازنة النظام المالي العالمي باستخدام حقوق السحب الخاصة فقط.

## تطويرها
وبالرغم من أن اتفاقية سميثسونيان قد امتدحها الرئيس نيكسون كإعادة تنظيم رئيسية للشؤون النقدية الدولية، إلا أنها فشلت في تشجيع فرض نظام من قِبل الاحتياط الفدرالي أو الحكومة الأمريكية. وواصل سعر الدولار في السوق الحرة للذهب في خلق ضغوط على سعر الصرف الرسمي؛ وبسرعة بعد تخفيض 10% في قيمته في 14 فبراير 1973، قررت اليابان وبلدان المجتمع الاقتصادي الاوروپي أن يعوّموا عملاتهم. وبعد عقد من الزمان، فعلت كل البلدان الصناعية ذلك.

## وصلات خارجية
- Britannica